# Stefano Cincotta
Stefano Cincotta Giordano (Cidade da Guatemala, 28 de fevereiro de 1991) é um futebolista guatemalteco que atua como lateral-esquerdo. Atualmente está sem clube.

## Carreira em clubes
Revelado nas categorias de base do Eintracht Frankfurt, Cincotta chegou a ser relacionado 5 vezes ao time principal, entretanto não disputou nenhum jogo oficial. Sua carreira como profissional iniciou-se em 2010, no Kickers Offenbach, atuando em 2 temporadas.
Jogou uma temporada no Lugano (Suíça) antes de voltar ao futebol alemão, desta vez para atuar no Wacker Burghausen. Foi no Chemnitzer (clube que revelou Michael Ballack) onde o lateral-esquerdo se destacou, participando em 62 partidas e marcando 4 gols.
Em 2017, assinou com o Elversberg, clube da Regionalliga Südwest, correspondente ao quarto escalão do futebol da Alemanha. Após sair do Cobán Imperial, o jogador se encontra sem clube.

## Seleção
Tendo atuado nas categorias de base da Seleção Alemã, o lateral-esquerdo, que é filho de um italiano, optou em representar a  Guatemala, país de origem de sua mãe, Alba Giordano (descendente de italianos).
A estreia pelos Chapines foi em 2015, contra o Canadá, e marcou seu primeiro gol em junho do mesmo ano, contra as Bermudas, em jogo válido pela segunda fase das Eliminatórias da CONCACAF para a Copa de 2018.
Pela Seleção Guatemalteca, disputou a Copa Ouro da CONCACAF de 2015.